# Slubice (potok)
Slubice je levostranný přítok řeky Chrudimky v okresech Havlíčkův Brod a Chrudim. Délka toku činí 6,3 km. Plocha povodí měří 29,8 km².

## Průběh toku
Potok pramení zhruba kilometr severně od Krucemburku v nadmořské výšce okolo 605 m. Po celé své délce teče převážně severním směrem. Na horním toku protéká vsí Chlum, kde napájí rybník Mlynář. Níže po proudu na 3,0 říčním kilometru přijímá zprava Černý potok, který je v místě ústí delší než samotná Slubice. Po dalších dvou a půl kilometrech toku posiluje potok levostranný a celkově největší přítok Barchanecký potok, který přitéká od osady Jasné Pole. Pod tímto soutokem, který se nachází na jejím 0,6 říčním kilometru, proudí Slubice regulovaným korytem při železniční trati č. 238 až ke svému ústí do Chrudimky na jejím 82,7 říčním kilometru v nadmořské výšce okolo 540 m.

### Větší přítoky
- Černý potok (hčp 1-03-03-015) je pravostranný přítok s plochou povodí 8,2 km².[2] Délka jeho toku činí 5,2 km.[1] Do Slubice se vlévá na jejím 3,0 říčním kilometru.[1]
- Barchanecký potok (hčp 1-03-03-017) je levostranný přítok s plochou povodí 13,3 km².[2] Délka jeho toku činí 5,7 km.[3] Do Slubice se vlévá na jejím 0,6 říčním kilometru.[3]

## Vodní režim
Průměrný průtok Slubice u ústí činí 0,32 m³/s.